# 그레그 그런버그
그레그 그런버그(Greg Grunberg, 1966년 7월 11일 ~ )는 미국의 배우이다.

## 출연 작품

### 영화
- 웨딩 소나타 (1997)
- 할로우 맨 (2000)
- 킬 스피드 (2010)
- 테일즈 오브 할로윈 (2015)
- 스타워즈: 깨어난 포스 (2015) - 스냅 웩슬리 역
  - 스타워즈: 라이즈 오브 스카이워커 (2019)
- 스타트렉 비욘드 (2016)
- 스타 이즈 본 (2018)

### 텔레비전
- 펠리시티 (1998-2002)
- 앨리어스 (2001-06)
- 히어로즈 (2006-10)
- 마스터스 오브 섹스 (2013-14)
- 9-1-1: 론 스타 (2021)